# Atolmis
Atolmis là một chi bướm đêm thuộc phân họ Arctiinae, họ Erebidae.

## Các loài
- Atolmis canescens
- Atolmis flavicollis
- Atolmis rubicollis
- Atolmis rubricollis Linnaeus, 1758
- Atolmis unifascia Hampson, 1901

## Hình ảnh

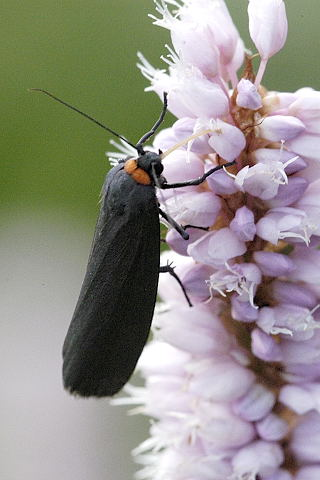